# Красный сад
Red Garden (яп. レッド ガーデン Рэддо Га:дэн, Красный сад) — аниме-сериал, созданный студией Gonzo. Впервые транслировался по телеканалу TV Asahi с 3 октября 2006 года по 13 марта 2007 года. Всего было выпущено 22 серии. Сюжет разворачивается вокруг четырёх молодых девушек, которые вовлечены в ряд сверхъестественных убийств в Нью-Йорке. Сериал сочетает в себе элементы американского киноискусства, такие как ужасы, драма, мистика и мюзикл. Создание сериала шло нестандартным способом: сначала записывались голоса, потом сцены синхронизировали с готовыми голосами. Особенно синхронизация заметна, когда персонажи начинают петь.
Сериал был лицензирован на территории США компанией ADV Films за $660,000. Выпуск первого DVD состоялся 18 сентября 2007 года. А сам сериал транслировался по каналу Anime Network с 23 сентября 2007 года. Позже права на сериал приобрела компания FUNimation.
Позже как продолжение сериала 8 августа 2007 года была выпущена OVA серия под названием Red Garden: Dead Girls.
Манга, иллюстрирования Кирихито Аямура и созданная студией Gonzo, выходила почти параллельно с сериалом, была опубликована издательством Gentosha Comics и выходила в ежемесячном журнале Comic Birz с 30 августа 2006 года по 30 января 2009 года. Всего было выпущено 4 тома. Манга была переведена на русский язык издательством «Эксмо» в 2010 году.

## Сюжет
Кэйт Эшли, Роуз Шиди, Рэйчел Беннинг и Клэр Форрест — студентки частного учреждения, расположенного на острове Рузвельта, Нью-Йорк просыпаются утром в полном смятении и беспокойстве, так как ничего не могут вспомнить о вчерашнем вечере. Их волнения оправдываются, когда становится известно, что Лиза — одноклассница и подружка четырёх девушек была найдена мёртвой.
На следующий день девушки встречаются с некой Лулой и её партнёром JC, которая объясняет, что они, как и Лиза, умерли той ночью и теперь должны работать на неё, неважно, хотят они этого, или нет. Позже главные героини узнают, что были воскрешены и стали анимусами, более совершенными существами. За всем этим стоит тайная организация анимусов. Лула обещает, что если девушки согласятся добровольно работать на организацию, то они смогут снова стать людьми и вернуться к прежней жизни. Новая работа девушек — убивать монстров, которые бродят по ночному городу и выглядят как обычные люди. Главные героини теперь обладают сверхчеловеческими способностями, и если они провалят хотя бы одно задание, то умрут.
Параллельно сюжет показывает другого персонажа — молодого человека по имени Эрве, принадлежащего к клану Делор, который пытается спасти своих кузину и сестру от проклятья, а свою семью от вражеского клана — Анимус. Позже выясняется что Делор и Анимус обладают книгами проклятий и поэтому борются между собой, чтобы заполучить вторую книгу. Когда Делор пытались украсть книгу у Анимус, те прокляли их и теперь члены семьи рано или поздно превращаются в зверолюдей. И проклятие не будет снято, пока Анимусы не захватят книгу клана Делор. Главные героини узнают, что если им удастся заполучить вторую книгу, то они потеряют все воспоминания о своей прошлой жизни, друзьях и семье. Тем не менее, если они не выполнят задание, то погибнут.

## OVA
Действие происходит через несколько десятков лет после основных событий. Четыре главные героини будучи бессмертными продолжают скитаться по миру тьмы, продолжая охотится на монстров и головорезов. 
Хотя они посвящают свою жизнь сражениям, девушки посещают школу. Однажды они встречаются с красивой девушкой по имени Луиза, которая перевелась в их школу и хотела бы дружить с Кейт и другими. Одновременно другой симпатичный юноша по имени Эдгар хочет тоже общаться с Кейт и её друзьями. В OVA серии появляются персонажи в новых перерождениях, которые умерли в сериале.

## Список персонажей

Слева направо:Кейт Эшли, Райчел Беннинг, Роуз Шиди, Клэйр Форрест и Лиза Майер

Кейт Эшли (яп. ケイト・アシュレイ Кэйто Асюрэи)
Кейт родом из богатой семьи. Она изо всех сил пытается сохранить свою позицию в качестве члена элитного женского клуба «Грейс», которые следят за школьным порядком. Из всех четырёх девушек она была самой близкой подругой Лизы и поэтому тяжелее всех перенесла её смерть. Она начинает общаться с Эрве — братом бойфренда родной сестры, не зная о его истинных намерениях до 16 серии, а также то, что он член вражеского клана Делор. Большинство людей считают Кейт скучной и чопорной. Она заботится о своих друзьях и презирает Эрве из-за того, что он сделал с ней, Лизой и Эммой. Кейт первая, кто развил в себе способности. В OVA Кейт выглядит гораздо более спокойной, так как потеряла воспоминания о прошлом.
Сэйю: Акира Томисака
- Рэйчел Беннинг (яп. レイチェル・ベニング Рейтэру Бэнингу)

Стереотипная женщина-вамп и самая психически неуравновешенная из девушек. До смерти и Рэйчел был парень, которого она любила. Теперь она считает, что не сможет нормально держать отношения с ним, так как её жизнь сильно изменилась, из-за чего между ними возникли напряженные отношения. Но Рэйчел находит утешение в том, что как и раньше может поговорить со своим учителем литературы, с которым она регулярно встречается в кафе, чтобы поговорить о книгах, а также выпить чашечку кофе. Очень волнуется о своей внешности и следит за модой. Когда подруга Рэйчел Аманда отбила у неё бойфренда, то та притворилась, что ей это безразлично, чем вызвала гнев бывшей подруги. В итоге Рэйчел теряет всякую связь со своими старыми друзьями. Она как правило проявляет наибольшую агрессию в бою. В OVA отказывается от соблюдения моды и посвящает себя учёбе и механике, так как она проектирует гигантского робота.
Сэйю: Рёко Синтани
- Клэйр Форрест (яп. クレア・フォレスト Курэа Форэсуто)

Самая независимая и агрессивная из всех девочек. Она живёт одна в маленькой съемной квартире и работает неполный день, чтобы свести концы с концами. Несмотря на то, что она из богатой семьи, Клэр в напряженных отношениях со своим отцом, так как винит его в смерти матери. Она также заботится о своём старшем брате Рэнди, и когда тот потерпел неудачу в бизнесе, она в очередной раз разозлилась на отца из-за его бездействия(хотя он поехал в Европу, пытаясь выяснить, кто предал Рэнди). Клэр и Рэнди в отличие от их отца имеют смуглую кожу, из-за чего можно предположить, что их мать являлась представительницей другой расы. Во время боя у Клэр самая быстрая реакция, которая является результатом многочисленных тренировок с бейсбольной битой. В OVA она становится похожей на Рэйчел, очень модной и манипулятивной по отношению к мужчинам.
Сэйю: Миюки Савасиро
- Роуз Шиди (яп. ローズ・シーディー Ро:дзу Си:ди:)

Из четырех девушек Роуз самая робкая и застенчивая. Она вынуждена заботиться о своих младших брате и сестре, в то время как её мать лежит в больнице. у неё странные отношения с друзьями, из-за того, что Роуз очень слабохарактерная и не умеет отстоять своё мнение друзья стали слишком сильно давить на неё и манипулировать, вплоть до того, что её чуть не убили из-за трусости. Роуз поняла, что должна спасать себя от «друзей» и в 18 лет приняла решение, что будет жить своей жизнью и теперь ей не стоит беспокоится за своё благополучие. До того, как мать заболела, отец Роуз покинул семью и девушка долгое время пыталась найти его, в этом ей помогала Сара. Позже отец возвращается в семью и Роуз становится счастливой, так как теперь ей не придётся в одиночки заботится о своих брате и сестре. В OVA серии Роуз становится перфекционистом и руководит группой девочек, в которую входят: Паула, Греис и Джессика.
Сэйю: Аюми Цудзи
- Лиза Хариетте Майер (яп. リーズ・ハリエット・メイヤー Ри:дзу Хариэтто Мэия:)

Как и другие девушки, была воскрешена Анимусами, но на несколько дней позже, из-за чего потеряла все воспоминания о своем прошлом. В начале сериала её труп был найден в лесу полицией. Позже семья Делор стала использовать её, чтобы попытаться найти лекарство от родового проклятия. В её вены была введена кровь Делоров, и из-за этого Лиза превращается в человека-зверя, когда чувствует кровь. Кроме того, она сошла с ума, когда Эрве пытался убить её и к ней вернулись воспоминания прошлого во время финальной битвы. Когда книга Делоров была возвращена Анимусам, Лиза обратилась в пепел. Тем не менее она в новой инкарнации возвращается под именем Луиза. Луиза — андроид, и восхищается «Dead Girls», которые живут вечно.
Сэйю: Мисато Фукуэн
- Эрве Гирардот (яп. エルヴェ Эрувэ)

Таинственный человек, живший в том особняке, где убили главных героинь. Был свидетелем смерти матери, которая от проклятья семьи превратилась в монстра. Его сестра и кузина — последние женские представители клана, у которых начался проявляться симптом проклятья. Главная задача Эрве — найти способ исцелить семью и главное вылечить сестру и кузину. Для этого он использует Лизу в поисках лекарства. Эрве всё время манипулирует Кейт и является главным антагонистом истории. Его смертельно ранит Анна. До этого он не мог передвигаться из-за ран, нанесённых Лулой. Позже, когда Анна превратилась в монстра, она напала на Эрве и он был вынужден убить её, сломав позвоночник, после чего Эрве скончался от ран и потери крови.
Сэйю: Такэхито Коясу
- Лула (яп. ルーラ Ру:ра)

Лула со своим братом JC выступает в качестве посредника между главными героинями и остальными Анимусами. Реанимировала девочек, и знает о них очень многое, так она с лёгкостью определяет, в какой ситуации находятся девочки. В начале сериала Лула производит отталкивающее впечатление, но после смерти JC она открывается как женщина, которая просто хотела быть рядом со своим братом. Была в отчаянии, когда Эрве убил JC, позже сама погибает от его рук. Очень сильна в бою. Когда умирала, то девушки умоляли не умирать ей, так как в таком случае им придётся простить её (так как они ненавидели её). В OVA, в следующей жизни является соседкой Dead Girls и выглядит гораздо счастливее и добродушнее.
Сэйю: Риэ Танака
- JC

Брат Лулы. Человек, который, как порой кажется, не имеет собственной личности. Он всегда поддерживает действия Лулы и часто сопереживает главным героиням. В 21 серии узнаётся, что его настоящее имя — Джереми Чарльз Ферлан. Был убит Эрве и похоронен в 18 серии. Несмотря на то, что только женщины могут быть Анимусами, по непонятным причинам он тоже имеет похожие способности.
Сэйю: Такаси Кондо
- Эмилио Гирардот

Брат Эрве, он более уравновешенный и спокойный, чем Эрве, и порой кажется, что более благосклонно относится к девушкам, чем его брат. Был когда то бойфрендом сестры Кейт — Эммы.
Сэйю: Ватару Хатано
- Паула Синклеир

Председатель школьного клуба «Грейс». Единственная из клуба имеет хорошие отношения с Кейт. Позже выясняется, что она испытывает к Кейт чувства, а также то, что члены её семьи являются Анимусами, но сама она Анимусом не является. Её бабушка(она же директор школы)- одна из лидеров Анимусов. Таким образом Паула знала, что и как происходило с Кейт после её смерти в начале сериала. После смерти Лиз она становится самой близкой подругой Кейт. В OVA, в своей следующей жизни, Паула по-прежнему член "Грейс", но в OVA главой клуба является Роуз Шиди.
Сэйю: Мэгуми Кобаяси

## Список серий
| #  | Название                                                                     | Дата выхода      |
| -- | ---------------------------------------------------------------------------- | ---------------- |
| 1  | Farewell, Girls «Sayonara shōjo-tachi» (さよなら少女たち)                    | Октябрь 3, 2006  |
| 2  | A Harsh Night «Zankoku na yoru» (残酷な夜)                                   | Октябрь 10, 2006 |
| 3  | My True Self «Hontō no watashi» (ほんとうの私)                               | Октябрь 17, 2006 |
| 4  | Where Are We Going? «Watashi-tachi wa, doko e?» (私たちは, どこへ?)          | Октябрь 24, 2006 |
| 5  | At Every Window «Sorezore no mado» (それぞれの窓)                            | Октябрь 31, 2006 |
| 6  | A Tiny Light «Chiisa na hikari» (小さな光)                                   | Ноябрь 7, 2006   |
| 7  | Destiny, Once Again «Mō hitotsu no, unmei» (もうひとつの, 運命)              | Ноябрь 14, 2006  |
| 8  | Go Love «Yukite aise» (行きて愛せ)                                           | Ноябрь 21, 2006  |
| 9  | Awakening «Mezame» (めざめ)                                                  | Ноябрь 28, 2006  |
| 10 | Bewilderment «Tomadoi» (戸惑い)                                              | Декабрь 5, 2006  |
| 11 | Respective Thoughts «Sorezore no omoi» (それぞれの想い)                      | Декабрь 12, 2006 |
| 12 | His Expectations «Kare no omowaku» (彼の思惑)                                | Декабрь 19, 2006 |
| 13 | Holiday «Kyūjitsu» (休日)                                                    | Январь 9, 2007   |
| 14 | Reason to Fight «Tatakau riyū» (戦う理由)                                    | Январь 16, 2007  |
| 15 | With Sorrow, and Hatred... «Kanashimi to, ikari to...» (悲しみと, 怒りと...) | Январь 23, 2007  |
| 16 | Sorrowful Lies «Kanashii uso» (哀しい嘘)                                     | Январь 30, 2007  |
| 17 | Truth «Shinjitsu» (真実)                                                     | Февраль 6, 2007  |
| 18 | A Little Hope «Wazukana, nozomi» (わずかな, 望み)                            | Февраль 13, 2007 |
| 19 | Unreachable Feelings «Todokanai omoi» (届かぬ想い)                           | Февраль 20, 2007 |
| 20 | The Room Left Behind «Nokosareta heya» (残された部屋)                        | Февраль 27, 2007 |
| 21 | The Last Morning «Saigo no asa» (最後の朝)                                   | Март 6, 2007     |
| 22 | Light «Hikari» (光)                                                          | Март 13, 2007    |

## Музыка
Открытие:
- Jolly Jolly исполнитель: JiLL-Decoy association (JIRUDEKO)

Концовка:
- Rock the LM.C исполнитель: LM.C
- Oh my Juliet исполнитель: LM.C